# Anyphaenoides sialha
Anyphaenoides sialha là một loài nhện trong họ Anyphaenidae.
Loài này thuộc chi Anyphaenoides. Anyphaenoides sialha được Antonio D. Brescovit miêu tả năm 1992.